# Juan Carlos García (jinete)
Juan Carlos García Triana (Bogotá, 2 de octubre de 1967) es un jinete colombiano que compitió para Italia en las modalidades de salto ecuestre y concurso completo.
Ganó una medalla de plata en el Campeonato Europeo de Saltos Ecuestres de 2009 y una medalla de plata en el Campeonato Europeo de Concurso Completo de 2009, ambas en la prueba por equipos. Participó en tres Juegos Olímpicos de Verano, entre los años 1988 y 2004, ocupando el séptimo lugar en Atenas 2004, en la prueba por equipos.

## Palmarés internacional
| Representando a Italia |                       |                  |             |
| Campeonato Europeo     |                       |                  |             |
| Año                    | Lugar                 | Medalla          | Categoría   |
| 2009                   | Windsor (Reino Unido) | Medalla de plata | Por equipos |

| Representando a Italia |                         |                  |             |
| Campeonato Europeo     |                         |                  |             |
| Año                    | Lugar                   | Medalla          | Categoría   |
| 2009                   | Fontainebleau (Francia) | Medalla de plata | Por equipos |